# 1658
Il 1658 (MDCLVIII in numeri romani) è un anno  del XVII secolo.

## Eventi
- Aurangzeb imprigiona il padre Shah Jahan e diventa Imperatore Mogol.
- 6 febbraio – Nell'ambito della Seconda guerra del nord (1655-1660), il Re dell'Impero svedese Carlo X raggiunge l'isola danese di Lolland dopo aver attraversato a piedi in nottata col suo esercito lo stretto di mare ghiacciato del Grande Belt.
- 26 febbraio – Con la firma del Trattato di Roskilde la Danimarca-Norvegia cede ampi territori alla Svezia.
- 8 aprile – Giovanni Pesaro viene eletto 103º Doge della Repubblica di Venezia.
- 25 maggio – Nell'ambito della guerra franco e anglo spagnola, l'esercito francese comandato da Turenne, assedia Dunkerque.
- 14 giugno – Battaglia delle Dune: vittoria francese sugli spagnoli
- 17 luglio – Carlo X, non rispettando il Trattato di Roskilde, assedia Copenaghen.
- 1º agosto – Leopoldo I d'Asburgo all'età di 18 anni viene eletto Imperatore del Sacro Romano Impero Germanico.
- 3 settembre – In seguito alla morte di Oliver Cromwell, il figlio Richard eredità la leadership della Gran Bretagna.
- 16 settembre – Viene firmato il Trattato di Hadjač tra la Confederazione polacco-lituana e i Cosacchi ruteni. Questi ricevono pari diritti dei polacchi e lituani.
- 14 ottobre – Alfonso IV d'Este, in seguito alla morte del padre Francesco proprio il giorno del suo 24º compleanno, diventa Duca di Modena e Reggio.
- 24 ottobre – La compagnia teatrale di Molière si esibisce davanti al Re Luigi XIV che rimane estasiato per la farsa "Il dottore amoroso".
- 29 ottobre – Battaglia del Sound: la flotta delle Province Unite, alleata della Danimarca-Norvegia, sconfigge quella svedese che è costretta a rinunciare al controllo di Copenaghen.
- 28 dicembre – Nell'ambito della Seconda guerra del nord la Russia firma una tregua triennale con la Svezia (trattato di Valiesar) e riprende le ostilità contro la Polonia-lituania.
- Rembrandt dipinge Autoritratto con bastone.

## Nati

### Gennaio
- 9 gennaio - Nicolas Coustou, scultore francese († 1733)
- 10 gennaio - Michel Serre, pittore spagnolo († 1733)
- 17 gennaio - Francis Seymour, V duca di Somerset, nobile inglese († 1678)

### Febbraio
- 18 febbraio - Charles-Irénée Castel de Saint-Pierre, scrittore e filosofo francese († 1743)
- 18 febbraio - Johann Franz Schenk von Stauffenberg, arcivescovo cattolico tedesco († 1740)
- 22 febbraio - Juan de Acuña, generale spagnolo († 1734)

### Marzo
- 2 marzo - Giovanni Cristoforo Battelli, arcivescovo cattolico e letterato italiano († 1725)
- 4 marzo - François de Mailly, cardinale e arcivescovo cattolico francese († 1721)
- 5 marzo - Antoine Laumet de La Mothe, Signore di Cadillac, esploratore, militare e avventuriero francese († 1730)

### Aprile
- 10 aprile - Antonio I Boncompagni, nobile italiano († 1731)
- 16 aprile - Francesco Trevisan, vescovo cattolico italiano († 1732)
- 19 aprile - Giovanni Guglielmo del Palatinato, nobile († 1716)
- 20 aprile - Donato Anzani, vescovo cattolico italiano († 1732)
- 22 aprile - Giuseppe Torelli, violinista e compositore italiano († 1709)
- 23 aprile - Luigi Ruzzini, vescovo cattolico italiano († 1708)
- 24 aprile - Francesco Maria di san Siro, missionario e religioso italiano († 1736)
- 29 aprile - Fabio degli Abati Olivieri, cardinale italiano († 1738)
- 29 aprile - Gianfrancesco Barbarigo, cardinale e vescovo cattolico italiano († 1730)

### Maggio
- 9 maggio - Franz Arnold von Wolff-Metternich zur Gracht, vescovo cattolico tedesco († 1718)
- 17 maggio - Marcus Conrad Dietze, architetto e scultore tedesco († 1704)

### Giugno
- 2 giugno - Pier Marcellino Corradini, cardinale e arcivescovo cattolico italiano († 1743)
- 7 giugno - Claude-Maur d'Aubigné, arcivescovo cattolico e politico francese († 1719)
- 11 giugno - Victor Honoré Janssens, pittore fiammingo († 1736)
- 17 giugno - Francesco Giuseppe Arborio di Gattinara, arcivescovo cattolico italiano († 1743)
- 22 giugno - Luigi VII d'Assia-Darmstadt († 1678)
- 26 giugno - Marco Giacinto Gandolfo, vescovo cattolico italiano († 1737)

### Luglio
- 4 luglio - Raimund Faltz, orafo, intagliatore e miniatore svedese († 1703)
- 5 luglio - Thomas Pitt, mercante e politico britannico († 1726)
- 10 luglio - Luigi Ferdinando Marsili, scienziato, militare e geologo italiano († 1730)
- 12 luglio - Benedetto Bresciani, bibliotecario e letterato italiano († 1740)
- 14 luglio - Camillo Rusconi, scultore italiano († 1728)
- 22 luglio - Fulvio Salvi, vescovo cattolico italiano († 1727)
- 25 luglio - Archibald Campbell, I duca di Argyll, nobile scozzese († 1703)

### Agosto
- 1º agosto - Giorgio Corner, cardinale e arcivescovo cattolico italiano († 1722)
- 1º agosto - Pierre Joseph Garidel, medico e botanico francese († 1737)
- 22 agosto - Giovanni Ernesto di Sassonia-Coburgo-Saalfeld, duca († 1729)
- 24 agosto - Luis de Salazar y Castro, genealogista spagnolo († 1774)
- 28 agosto - Jean François de Noailles, nobile e militare francese († 1692)

### Settembre
- 30 settembre - Elisabetta Eleonora di Brunswick-Wolfenbüttel, duchessa († 1729)

### Ottobre
- 5 ottobre - Maria Beatrice d'Este, regina († 1718)
- 11 ottobre - Henri de Boulainvilliers, storico e politologo francese († 1722)
- 11 ottobre - Christian Heinrich Postel, poeta e librettista tedesco († 1705)
- 18 ottobre - Alessandro Kettler, militare e nobile tedesco († 1686)
- 19 ottobre - Adolfo Federico II di Meclemburgo-Strelitz, nobile († 1708)
- 24 ottobre - Marko Gerbec, medico e scienziato sloveno († 1718)

### Novembre
- 4 novembre - Sulkhan-Saba Orbeliani, scrittore e politico georgiano († 1725)
- 8 novembre - Niccolò Caracciolo, cardinale italiano († 1728)
- 8 novembre - Giuseppe Antonio Torri, architetto italiano († 1713)
- 11 novembre - James Hamilton, IV duca di Hamilton, nobile, politico e generale scozzese († 1712)
- 20 novembre - Antonio Teodoro Gaetano Gallio Trivulzio, nobile italiano († 1705)
- 26 novembre - Guglielmina Cristiana di Sassonia-Weimar, nobile tedesca († 1712)
- 26 novembre - Marc'Antonio Zondadari, militare italiano († 1722)
- 27 novembre - Ercole Ludovico Turinetti di Priero, nobile italiano († 1726)
- 30 novembre - Francesco Torti, medico e anatomista italiano († 1741)

### Dicembre
- 24 dicembre - Giambattista Patrizi, cardinale e arcivescovo cattolico italiano († 1727)
- 31 dicembre - Juan de Cabrera, religioso, scrittore e teologo spagnolo († 1730)

### Senza giorno specificato
- Nicolas Andry, medico e letterato francese († 1742)
- Elizabeth Barry, attrice teatrale inglese († 1713)
- Anton Francesco Bertini, medico italiano († 1726)
- Thomas Bond, I baronetto, nobile inglese († 1685)
- Rinaldo Botti, pittore italiano († 1740)
- Joachim Justus Breithaupt, teologo tedesco († 1732)
- Antonio Calza, pittore italiano († 1725)
- Damat Hasan Pascià, politico ottomano († 1713)
- Carey Fraser, nobildonna inglese († 1709)
- Annibale Mazzuoli, pittore e restauratore italiano († 1743)
- Charles Mordaunt, III conte di Peterborough, politico e militare inglese († 1735)
- Tommaso Nardini, pittore italiano († 1718)
- Ogata Kōrin, pittore e artigiano giapponese († 1716)
- William Paterson, mercante e banchiere scozzese († 1719)
- Franz Werner Tamm, pittore tedesco († 1724)
- Honoré Tournély, teologo francese († 1729)
- Giovanni Cristoforo Zoppi, politico italiano († 1740)
- Baltasar de Zúñiga y Guzmán,  spagnolo († 1727)
- Jacobus Van Cortland, politico e mercante statunitense († 1739)

## Morti

### Gennaio
- 5 gennaio - Edward Corbet, religioso inglese (n. 1602)
- 16 gennaio - Cornelis de Visscher II, incisore, disegnatore e pittore olandese (n. 1628)

### Febbraio
- 22 febbraio - Iñigo Vélez de Guevara, diplomatico spagnolo (n. 1597)
- 27 febbraio - Adolfo Federico I di Meclemburgo-Schwerin, nobile tedesco (n. 1588)
- 28 febbraio - Kaya Sultan, principessa ottomana

### Marzo
- 6 marzo - Giovanni Serafino Bona, scrittore croato
- 17 marzo - Diego La Matina, religioso italiano (n. 1622)
- 25 marzo - Ermanno IV d'Assia-Rotenburg,  tedesco (n. 1607)
- 28 marzo - Marcantonio Bragadin, cardinale e vescovo cattolico italiano
- 29 marzo - Bertuccio Valier, politico e diplomatico italiano (n. 1596)

### Aprile
- 7 aprile - Juan Eusebio Nieremberg, scrittore spagnolo (n. 1595)
- 19 aprile - Kirsten Munk, nobildonna danese (n. 1598)
- 19 aprile - Robert Rich, II conte di Warwick, militare e ammiraglio inglese (n. 1587)
- 24 aprile - Francesco Maria Richini, architetto italiano (n. 1584)
- 29 aprile - John Cleveland, poeta inglese (n. 1613)

### Giugno
- 7 giugno - Władysław Gonzaga Myszkowski, nobile, politico e militare polacco
- 7 giugno - Domenico Pugliani, pittore italiano (n. 1589)
- 11 giugno - Domenico Carpinoni, pittore italiano (n. 1566)
- 18 giugno - Louis Cappel, presbitero e umanista francese (n. 1585)
- 27 giugno - Ercole Gennari, pittore italiano (n. 1597)

### Luglio
- 2 luglio - Louis Chantereau Le Fèvre, scrittore e storico francese (n. 1588)
- 7 luglio - Adriaen van Nieulandt, pittore e incisore olandese
- 8 luglio - Date Hidemune, militare giapponese (n. 1591)
- 15 luglio - Lorenzo Ramírez de Prado, umanista, politico e scrittore spagnolo (n. 1583)
- 18 luglio - Álvaro Semedo, gesuita portoghese
- 22 luglio - Federico di Schleswig-Holstein-Sonderburg-Norburg, nobile danese (n. 1581)

### Agosto
- 5 agosto - Gundacaro del Liechtenstein, principe, militare e diplomatico (n. 1580)
- 8 agosto - Gioacchino Ernesto di Oettingen-Oettingen, nobile tedesco (n. 1612)
- 10 agosto - Date Tadamune, militare giapponese (n. 1600)
- 13 agosto - Gerolamo Felice Lodron, nobile italiano (n. 1580)

### Settembre
- 1º settembre - Francesco Lucio, compositore e organista italiano
- 3 settembre - Oliver Cromwell, generale e politico inglese (n. 1599)
- 5 settembre - Carlo Ridolfi, pittore e scrittore italiano (n. 1594)
- 17 settembre - Georg Philipp Harsdörffer, poeta, letterato e traduttore tedesco (n. 1607)
- 23 settembre - Carlo Buzzi, architetto italiano
- 26 settembre - Francisco de Borja y Aragón, scrittore spagnolo (n. 1581)
- 26 settembre - Mario II Sforza di Santa Fiora, nobile italiano (n. 1594)

### Ottobre
- 14 ottobre - Francesco I d'Este, nobile italiano (n. 1610)
- 22 ottobre - Charles Bouvard, medico, chirurgo e chimico francese (n. 1572)
- 23 ottobre - Thomas Pride, militare inglese
- 28 ottobre - José de Villaviciosa, scrittore spagnolo (n. 1589)

### Novembre
- 6 novembre - Pieter de Bloot, pittore olandese (n. 1601)
- 6 novembre - Cristóbal de la Cerda y Sotomayor, avvocato e funzionario spagnolo
- 6 novembre - Pierre du Ryer, drammaturgo francese (n. 1605)
- 7 novembre - Maeda Toshitsune, militare giapponese (n. 1594)
- 8 novembre - Witte de With, ammiraglio olandese (n. 1599)
- 12 novembre - Rodrigo Ponce de León, nobile spagnolo (n. 1602)
- 12 novembre - Sanada Nobuyuki, militare giapponese (n. 1566)
- 15 novembre - Jacob van Reefsen, pastore protestante olandese (n. 1586)
- 22 novembre - Abraham van Cuylenborch, pittore e disegnatore olandese (n. 1620)
- 26 novembre - Francesco Enrico di Sassonia-Lauenburg, nobile tedesco (n. 1604)

### Dicembre
- 6 dicembre - Baltasar Gracián, gesuita, scrittore e filosofo spagnolo (n. 1601)
- 11 dicembre - Ulrik Christian Gyldenløve, generale danese (n. 1630)
- 15 dicembre - Carlo Emanuele Madruzzo, vescovo cattolico italiano (n. 1599)

### Senza giorno specificato
- Bartolomeo Avanzini, architetto italiano (n. 1608)
- Francesco Bianchi Buonavita, pittore italiano (n. 1593)
- Clemente Bocciardo, pittore italiano (n. 1620)
- Marcantonio II Borghese, nobile italiano (n. 1601)
- David Carnegie, I conte di Southesk, nobile scozzese (n. 1575)
- Rostom di Cartalia, re (n. 1565)
- Abraham Casembroot, pittore, incisore e architetto fiammingo
- Francis Cleyn, pittore, disegnatore e incisore tedesco (n. 1582)
- Theophilus Eaton, funzionario britannico (n. 1590)
- Simon Guillain, scultore francese (n. 1581)
- Hon'inbō San'etsu, goista giapponese (n. 1611)
- Willem Hondius, incisore, editore e cartografo olandese (n. 1598)
- Pier Paolo Jacometti, scultore italiano
- Antoine Le Maistre, giurista francese (n. 1608)
- Gerolamo Lodron, condottiero italiano
- Paulus Pontius, incisore fiammingo (n. 1603)
- Antonio Raposo Tavares, esploratore portoghese (n. 1598)
- Bernardino Savelli, II principe di Albano, principe italiano (n. 1606)
- Jacopo Sigoni, medico, religioso e storiografo italiano (n. 1579)
- Enea Spennazzi, vescovo cattolico italiano
- Giovan Battista Spinelli, pittore italiano (n. 1613)
- Lucy Walter,  britannica
- Solakzade Mehmed Hemdemi, storico e compositore ottomano (n. 1592)

## Calendario
| Calendario 1658 | Calendario 1658 | Calendario 1658 | Calendario 1658 | Calendario 1658 | Calendario 1658 | Calendario 1658 | Calendario 1658 | Calendario 1658 | Calendario 1658 | Calendario 1658 | Calendario 1658 | Calendario 1658 | Calendario 1658 | Calendario 1658 | Calendario 1658 | Calendario 1658 | Calendario 1658 | Calendario 1658 | Calendario 1658 | Calendario 1658 | Calendario 1658 | Calendario 1658 | Calendario 1658 | Calendario 1658 | Calendario 1658 | Calendario 1658 | Calendario 1658 | Calendario 1658 | Calendario 1658 | Calendario 1658 | Calendario 1658 | Calendario 1658 |
| --------------- | --------------- | --------------- | --------------- | --------------- | --------------- | --------------- | --------------- | --------------- | --------------- | --------------- | --------------- | --------------- | --------------- | --------------- | --------------- | --------------- | --------------- | --------------- | --------------- | --------------- | --------------- | --------------- | --------------- | --------------- | --------------- | --------------- | --------------- | --------------- | --------------- | --------------- | --------------- | --------------- |
|                 | 1               | 2               | 3               | 4               | 5               | 6               | 7               | 8               | 9               | 10              | 11              | 12              | 13              | 14              | 15              | 16              | 17              | 18              | 19              | 20              | 21              | 22              | 23              | 24              | 25              | 26              | 27              | 28              | 29              | 30              | 31              |                 |
| Gennaio         | Ma              | Me              | Gi              | Ve              | Sa              | Do              | Lu              | Ma              | Me              | Gi              | Ve              | Sa              | Do              | Lu              | Ma              | Me              | Gi              | Ve              | Sa              | Do              | Lu              | Ma              | Me              | Gi              | Ve              | Sa              | Do              | Lu              | Ma              | Me              | Gi              |                 |
| Febbraio        | Ve              | Sa              | Do              | Lu              | Ma              | Me              | Gi              | Ve              | Sa              | Do              | Lu              | Ma              | Me              | Gi              | Ve              | Sa              | Do              | Lu              | Ma              | Me              | Gi              | Ve              | Sa              | Do              | Lu              | Ma              | Me              | Gi              |                 |                 |                 |                 |
| Marzo           | Ve              | Sa              | Do              | Lu              | Ma              | Me              | Gi              | Ve              | Sa              | Do              | Lu              | Ma              | Me              | Gi              | Ve              | Sa              | Do              | Lu              | Ma              | Me              | Gi              | Ve              | Sa              | Do              | Lu              | Ma              | Me              | Gi              | Ve              | Sa              | Do              |                 |
| Aprile          | Lu              | Ma              | Me              | Gi              | Ve              | Sa              | Do              | Lu              | Ma              | Me              | Gi              | Ve              | Sa              | Do              | Lu              | Ma              | Me              | Gi              | Ve              | Sa              | Do              | Lu              | Ma              | Me              | Gi              | Ve              | Sa              | Do              | Lu              | Ma              |                 |                 |
| Maggio          | Me              | Gi              | Ve              | Sa              | Do              | Lu              | Ma              | Me              | Gi              | Ve              | Sa              | Do              | Lu              | Ma              | Me              | Gi              | Ve              | Sa              | Do              | Lu              | Ma              | Me              | Gi              | Ve              | Sa              | Do              | Lu              | Ma              | Me              | Gi              | Ve              |                 |
| Giugno          | Sa              | Do              | Lu              | Ma              | Me              | Gi              | Ve              | Sa              | Do              | Lu              | Ma              | Me              | Gi              | Ve              | Sa              | Do              | Lu              | Ma              | Me              | Gi              | Ve              | Sa              | Do              | Lu              | Ma              | Me              | Gi              | Ve              | Sa              | Do              |                 |                 |
| Luglio          | Lu              | Ma              | Me              | Gi              | Ve              | Sa              | Do              | Lu              | Ma              | Me              | Gi              | Ve              | Sa              | Do              | Lu              | Ma              | Me              | Gi              | Ve              | Sa              | Do              | Lu              | Ma              | Me              | Gi              | Ve              | Sa              | Do              | Lu              | Ma              | Me              |                 |
| Agosto          | Gi              | Ve              | Sa              | Do              | Lu              | Ma              | Me              | Gi              | Ve              | Sa              | Do              | Lu              | Ma              | Me              | Gi              | Ve              | Sa              | Do              | Lu              | Ma              | Me              | Gi              | Ve              | Sa              | Do              | Lu              | Ma              | Me              | Gi              | Ve              | Sa              |                 |
| Settembre       | Do              | Lu              | Ma              | Me              | Gi              | Ve              | Sa              | Do              | Lu              | Ma              | Me              | Gi              | Ve              | Sa              | Do              | Lu              | Ma              | Me              | Gi              | Ve              | Sa              | Do              | Lu              | Ma              | Me              | Gi              | Ve              | Sa              | Do              | Lu              |                 |                 |
| Ottobre         | Ma              | Me              | Gi              | Ve              | Sa              | Do              | Lu              | Ma              | Me              | Gi              | Ve              | Sa              | Do              | Lu              | Ma              | Me              | Gi              | Ve              | Sa              | Do              | Lu              | Ma              | Me              | Gi              | Ve              | Sa              | Do              | Lu              | Ma              | Me              | Gi              |                 |
| Novembre        | Ve              | Sa              | Do              | Lu              | Ma              | Me              | Gi              | Ve              | Sa              | Do              | Lu              | Ma              | Me              | Gi              | Ve              | Sa              | Do              | Lu              | Ma              | Me              | Gi              | Ve              | Sa              | Do              | Lu              | Ma              | Me              | Gi              | Ve              | Sa              |                 |                 |
| Dicembre        | Do              | Lu              | Ma              | Me              | Gi              | Ve              | Sa              | Do              | Lu              | Ma              | Me              | Gi              | Ve              | Sa              | Do              | Lu              | Ma              | Me              | Gi              | Ve              | Sa              | Do              | Lu              | Ma              | Me              | Gi              | Ve              | Sa              | Do              | Lu              | Ma              |                 |